# Johann Georg von Anhalt-Dessau

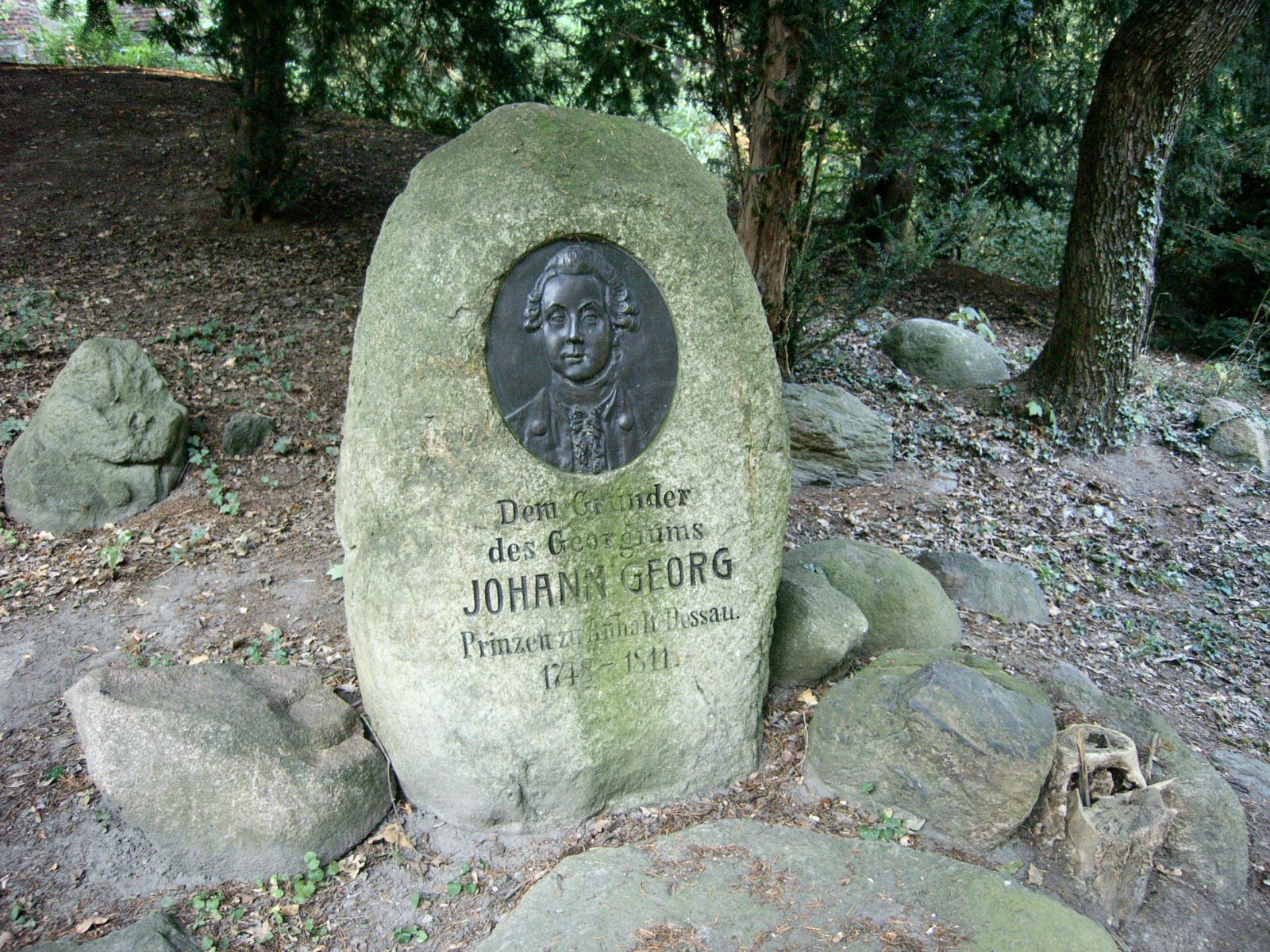
Gedenkstein für Prinz Johann Georg am Schloss Georgium

Johann Georg von Anhalt-Dessau (* 28. Januar 1748 in Dessau; † 1. April 1811 in Wien) war ein Prinz von Anhalt-Dessau, preußischer General der Infanterie und Gründer der Garten- und Schlossanlage Georgium bei Dessau.

## Leben
Johann Georg war ein Sohn des Fürsten Leopold II. von Anhalt-Dessau (1700–1751) aus dessen Ehe mit Gisela Agnes (1722–1751), Tochter des Fürsten Leopold von Anhalt-Köthen. Der Prinz war Domherr zu Magdeburg und Propst des Kollegialstifts von St. Sebastian. Er wurde am 25. November 1768 im Infanterieregiment „von Queis“ der Preußischen Armee in Stettin angestellt. Im Jahr darauf nahm Johann Georg auf Veranlassung von König Friedrich II. bei der russischen Armee am Feldzug gegen die Türken teil. Im November desselben Jahres bereits zurückbeordert, wurde er 1772 Oberst und Regimentskommandeur. Nach seiner Teilnahme am Bayerischen Erbfolgekrieg dimittierte er am 22. September 1779 krankheitsbedingt. Friedrich Wilhelm II. schlug Johann Georg am 27. Januar 1789 zum Ritter des Schwarzen Adlerordens. Außerdem wurde er unter Beförderung zum Generalleutnant am 13. März 1789 wieder in der Armee angestellt. Er stieg noch zum General der Infanterie auf und dimittierte nach der Niederlage Preußens am 1. April 1808 auf Wunsch des Königs.
Ursprünglich hatte sein älterer Bruder Leopold III. ihm die Regierung zu überlassen wollen, da dieser mit seiner Geliebten in England als Privatmann zu leben gedachte.
Johann Georg, der sich selbst „Hans Jürge“ nannte, schuf das Landschaftsensemble aus Georgengarten und Beckerbruch und ließ ab 1780 durch Friedrich Wilhelm von Erdmannsdorff das Schloss Georgium bei Dessau erbauen, das später als Sommersitz genutzt wurde.
Seine letzten Lebensjahre verbrachte Johann Georg in Wien, wo er auch starb und bestattet wurde.